# Елизабет фон Пфалц (1540 – 1594)
Елизабет фон Пфалц (на немски: Elisabeth von der Pfalz; * 30 юни 1540, Биркенфелд; † 8 февруари 1594, Винер Нойщат) от династията Вителсбахи, е пфалцграфиня на Пфалц-Зимерн и чрез женитба херцогиня на Саксония.

## Живот
Дъщеря е на курфюрст Фридрих III (1515 – 1576) и Мария фон Бранденбург-Кулмбах (1519 – 1567), дъщеря на маркграф Казимир от Бранденбург-Кулмбах и Сузана Баварска.
Елизабет се омъжва на 12 юни 1558 г. във Ваймар за херцог Йохан Фридрих II от Саксония-Гота „Средния“ (1529 – 1595) от Ернестинските Ветини. Тя е неговата втора съпруга. Тяхната резиденция е замък Грименщайн в Гота.
Понеже Йохан Фридрих II подкрепя осъдения през 1563 г. рицар Вилхелм фон Грумбах на 12 декември 1566 г. император Максимилиан II го осъжда. На 22 юни 1567 г. той и е затворен във Винер Нойщат. Неговата собственост е взета от императора и дадена на по-малкия му брат Йохан Вилхелм I. Тя отива да живее при сестра си Доротея Сузана, която е омъжена за Йохан Вилхелм I от Саксония-Ваймар, брат на нейния съпруг.
През лятото на 1572 г., след смъртта на синът им Фридрих Хайнрих (1563 – 1572), херцогиня Елизабет фон Пфалц отива да живее при съпруга си в затвора. Тя пише писма до императора да го освободят. На 8 февруари 1594 г. Елизабет умира след 20-годишен доброволен затвор с нейния съпруг. Погребана е заедно с нейния съпруг в тамошната църква „Св. Мориц“ в Кобург. Там синът им херцог Йохан Казимир през 1598 г. издига за родителите си дванадесетметров гроб от тюрингски алабастър.

## Деца
Елизабет и Йохан Фридрих II имат децата:
- Йохан Фридрих (1559 – 1560)
- Фридрих Хайнрих (1563 – 1572)
- Йохан Казимир (1564 – 1633), херцог на Саксония-Кобург
- Йохан Ернст (1566 – 1638), херцог на Саксония-Айзенах